# PGM-17 Thor
PGM-17 Thor – pierwszy amerykański pocisk balistyczny średniego zasięgu, który osiągnął gotowość bojową. Proces rozmieszczania pocisku rozpoczął się w 1958 r. na terenie Wielkiej Brytanii, gdzie pozostawał na wyposażeniu Royal Air Force. Później od lat 60. został pierwszym stopniem rakiet Delta.